# Invasões cruzadas do Egito
As invasões cruzadas do Egito foram uma série de campanhas militares empreendidas pelo Reino de Jerusalém entre 1154 e 1169 para reforçar a sua posição no Levante tirando partido da fraqueza do Egito fatímida.
A guerra começou como parte duma crise sucessória no Califado Fatímida, que começou a desmoronar-se sob a pressão da Síria e dos estados cruzados. Enquanto um dos lados pediu ajuda a Noradine Zangi, o outro recorreu ao apoio dos cruzados. Contudo, com o evoluir da guerra, ela tornou-se uma guerra da de conquista. Uma série de campanhas sírias no Egito foram travadas com vitórias retumbantes por campanhas agressivas de Amalrico I de Jerusalém. Apesar disso, no geral os cruzados não lograram conduzir a guerra a seu favor, mesmo tendo levado a cabo com sucesso vários saques. Em 1169, um cerco a Damieta feito conjuntamente por bizantinos e cruzados cifrou-se num fracasso. No mesmo ano, Saladino tomou poder como vizir no Egito. Em 1171 Saladino tornou-se sultão do Egito e os cruzados viraram a sua atenção para a defesa do seu próprio reino, o qual, apesar de cercado pela Síria e pelo Egito, foi mantido por mais 16 anos.
Após a queda de Jerusalém em 1187, a atenção dos cruzados virou-se decisivamente para o Egito e, em menor grau, para o Levante. Isso pode ser constatado na Terceira Cruzada, em que Ricardo Coração de Leão reconheceu a importância do Egito, cuja invasão sugeriu por duas vezes. Um assalto contra o Levante não conseguiria ter êxito sem os recursos materiais e humanos do Egito, cuja posse dava à potências islâmicas da região uma vantagem decisiva. A quarta, quinta, sétima e oitava cruzadas, bem como a alexandrina, tinham o Egito como alvo planeado, com vitórias temporárias seguidas por derrotas, evacuações ou negociações, que no final acabavam por dar em nada. Em 1291, Acre, a última grande praça-forte cruzada na Terra Santa, sucumbiu às tropas do sultão mameluco do Egito, e todos os restantes territórios no continente foram perdidos na década seguinte.

## Contexto
A seguir à conquista de Jerusalém pelas tropas da Primeira Cruzada no início de 1099, os fatímidas do Egito lançaram raides regularmente contra os cruzados na Palestina, ao mesmo tempo que os zênguidas lançaram uma série de ataques com sucesso contra o Principado de Antioquia. A Segunda Cruzada tinha como objetivo reverter os ganhos dos zênguidas, ironicamente com um assalto a Damasco, a capital do mais poderoso rival dos zênguidas. O cerco fracassou e forçou os cruzados a virarem a sua atenção para sul em busca de sucesso.
No século XII, o Califado Fatímida debatia-se com querelas internas. O poder encontrava-se não nas mãos do califa fatímida que, como o seu homólogo sunita apenas tinha poder simbólico e era um peão nos jogos políticos. Quem detinha verdadeiramente o poder era o vizir do Egito, Xauar. Essa situação fazia do Egito um alvo tentador para ser conquistado, quer pelos cruzados, quer pelos zênguidas. A conquista de Ascalão pelos cruzados em 1154 fez com que o Reino de Jerusalém ficasse com duas frentes de guerra, mas ao mesmo tempo, o Egito passou a ter uma base de abastecimento inimiga muito próxima.

## Intervenção de Noradine (1163–1164)
Em 1163, Xauar, o vizir expulso do Egito, pediu apoio aos zênguidas para reconquistar a sua posição anterior como governante de facto do Egito. Zengui tinha morrido em 1146, mas o seu sucessor Noradine aceitou apoiar a sua, pois uma aliança entre a Síria e o Egito podia assegurar a derrota dos cruzados.[carece de fontes?] O que Noradine não podia ter prever é que, apesar do seu plano ter tido êxito, não seria ele que desfrutaria dessa unidade das duas potências.
Em 1164, Xauar tornou-se novamente vizir do Egito. Contudo, era uma mera figura decorativa para Noradine, que instalou o general Xircu como verdadeiro governante do Egito. Xauar não gostou disso e pediu ajuda ao inimigo dos sunitas, Amalrico, rei de Jerusalém.

### Invasão de Amalrico (1164)
Amalrico I tinha os seus próprios planos para o Egito. Por isso, quando Xauar o convidou para o Egito, ele não podia recusar tal oferta. Juntamente com o seu novo aliado xiita Xauar, Amalrico cercou Xircu em Bilbeis. Porém, Noradine moveu as suas tropas contra o estado cruzado de Antioquia e, apesar de ser um protetorado bizantino, derrotou Boemundo III de Antioquia e Raimundo III de Trípoli na batalha de Harim (o imperador bizantino Manuel estava ocupado nos Bálcãs). Amalrico correu imediatamente em ajuda do seu vassalo. Apesar disso, Shirkuh também retirou do Egito, permitindo a Xauar recuperar o poder no Egito.

### Volta de Shirkuh e terceira invasão cruzada (1166–1167)
Xauar manteve-se no poder até que Xircu voltou em 1166 para retomar o Egito. Xauar jogou novamente a sua carta cruzada contra ele e desta vez Amalrico acreditou que uma batalha em campo aberto poderia resolver a guerra. Ao contrário de Xircu, o rei de Jerusalém tinha supremacia naval no Mediterrâneo, apesar de Noradine controlar alguns portos na Síria, pelo que foi ao encontro de Xauar usando uma rápida rota marítima costeira, chegando ao destino ao mesmo tempo que Xircu.
No Cairo, o exército combinado fatímida-cruzado contemplou o movimento inesperado para sul das tropas de Shirkuh nas proximidades das pirâmides de Guiza. O confronto deu-se na batalha de al-Babein, onde o combate foi sangrento mas inconclusivo. Todavia, os cruzados e fatímidas perseguiram os sírios, que viram gorados os seus planos de usarem Alexandria como porto quando chegou a frota cruzada. Cercado em Alexandria, Shirkuh concordou em sair do Egito sozinho em troca da retirada dos cruzados. Amalrico obteve condições favoráveis no tratado acordado, que lhe garantia tributo do Egito a Jerusalém, e um governante do Egito amistoso (Xauar).

### Terceira invasão cruzada (1168–1169)
Em vez de focar a sua atenção em fortalecerem a sua posição contra a Síria, Amalrico deixou-se convencer pelos hospitalários a atacar o Egito e tomá-lo. Manuel I Comneno também acolhe bem a ideia. A aliança ainda estava a ser finalizada quando Amalrico lançou um rápido ataque a Bilbeis em 1168, massacrando a população. Xauar apelou para Damasco e Shirkuh regressou ao Egito. Quando confrontado com um ataque iminente de Amalrico, Xauar ordenou que a sua própria capital, Cairo, fosse incendiada. Shirkuh derrotou Amalrico, matou Xauar e tomou o poder, mas morreu dois meses depois, sendo sucedido pelo seu sobrinho Saladino, que tomou o poder como regente.
Em Damieta, a aliança bizantina-cruzada materializou-se num cerco ao porto por uma armada bizantina comandada por Andrónico Contostefano. Os cruzados atacaram tarde demais, enquanto que os bizantinos abandonaram o cerco ao fim de trẽs meses. Em 1171, Saladino autoproclamou-se sultão, ao passo que os cruzados sob o comando de Amalrico foram forçados a retirar, tendo sofrido muitas baixas devido a doença e combates. Os hospitalários ficaram sem fundos depois da operação mas rapidamente recuperaram financeiramente. O mesmo não se pode dizer em relação ao Reino de Jerusalém.

## Rescaldo
O Reino de Jerusalém, rodeado por inimigos, encontrava-se então em perigo iminente de ser derrotado. Saladino tinha capacidade para juntar exércitos que potencialmente chegavam aos cem mil homens ou mais, com a Síria e o Egito sob o seu controlo. Todavia, Noradine ainda viveu até 1174 e o poder de Saladino no Egito era encarado como uma rebelião contra a vassalagem que devia a Noradine. Depois da morte deste, a Síria e o Egito mantiveram-se unidos. Umas quantas vitórias dos cruzados, nomeadamente em Monte Gisardo (1177) e um cerco aiúbida fracassado a Tiberíades permitiram aos cruzados afastar a derrota até 1187. Em 1189 os cruzados tinham perdido quase toda a sua força e dependiam cada vez mais de reforços ocidentais inexperientes e com motivações políticas.
No século XIII deram-se duas grandes invasões do Egito pelos cruzados. Durante a Quinta Cruzada (1218–1221), uma grande força de cruzados comandada pelo legado papal, o português Paio Galvão, e João de Brienne tomou Damieta. A força expedicionária incluía cruzados franceses, alemães, flamengos e austríacos e uma armada frísia. O exército marchou sobre o Cairo mas foi dividido por uma cheia do Nilo e a campanha acabou num desastre com Paio a ser forçado a render-se com o que restava do seu exército.
Durante a Sétima Cruzada o rei Luís IX de França invadiu o Egito em 1249-1250 e depois de ocupar Damieta marchou sobre o Cairo. Contudo, as forças comandadas por Roberto I de Artois foram derrotadas na Batalha de Almançora e depois Luís e o seu exército principal foram derrotados na Batalha de Fariscur, na qual todos os seus homens foram mortos ou capturados. O rei francês sofreu a humilhação de ter que pagar um avultado resgate para ser libertado.